# خانه جلال‌الدین تهرانی
خانه جلال الدین تهرانی  مربوط به دوره قاجار است و در تهران، ضلع غربی خیابان ری، نرسیده به سه راه امین حضور واقع شده و این اثر در تاریخ ۱۱ دی ۱۳۸۰ با شمارهٔ ثبت ۴۵۶۸ به‌عنوان یکی از آثار ملی ایران به ثبت رسیده است.